# Piezoelektrik
Piezoelektrik je (keramični) material, ki je izpostavljen enosmernemu električnemu toku oz. je polariziran. Ko električno polje odstranimo, je trajno električno polariziran in tudi deformiran v smeri električnega polja. Vsi feroelektriki so tudi piezoelektriki, ne pa tudi obratno.
Električni naboj na površini polarizirane feroelektrične keramike je odvisen od polarizacije med pozitivnimi in negativnimi ioni v strukturi keramike. Če keramiko stisnemo ali raztegnemo, se bo naboj spremenil. Spremembi električnega naboja zaradi mehanske obremenitve pravimo piezoelektrični pojav. Piezoelektrične snovi kažejo tudi obratni pojav, in sicer, pod vplivom električnega polja se pojavi mehanska napetost ali deformacija. Pojav sta leta 1880 odkrila J. in P. 

Karakteristika piezokeramike je elektromehanski sklopitveni koeficient k, ki podaja izkoristek piezoelektričnega pojava v materialu in je definirana kot delež mehanske energije, ki je bila pretvorjena v električno energijo pri direktnem piezoelektričnem pojavu in obratno:
- direktni piezoelektrični pojav:

k = √ (mehanska energija, pretvorjena v električno/vložena mehanska energija)
- obratni piezoelektrični pojav:

k = √ (električna energija, pretvorjena v mehansko/vložena električna energija)   

Ker je pretvorba mehanske energije v električno energijo nepopolna, je k vedno manjši od 1.

Piezoelektrične, dielektrične in elastične konstante so orientacijsko odvisne. Označujemo jih z indeksi dij, sij, εij, ki pomenijo smeri posameznih električnih (E, D) in mehanskih (S, T) količin. Pri piezoelektrični konstanti pomeni prvi indeks smer električnih količin, drugi pa komponento deformacije oz. mehanske napetosti. Pri elastični konstanti pomeni prvi indeks smer deformacije in drugi smer mehanske napetosti. Pri dielektrični konstanti pomeni prvi indeks  smer električnega naboja, drugi pa smer električnega polja.
Karakteristične piezoelektrične konstante so odvisne od kemijske sestave, mikrostrukture, gostote in električne upornosti keramike.
Gostota pred sintranjem (zelena gostota) je za keramiko tipično 60 %. Odprte pore v keramiki so v splošnem prisotne do 93 % teoretične gostote, dielektrične izgube in električna upornost keramike sintrane do gostote pod 93 % teoretične gostote so odvisne od vlažnosti, zato ima keramika s primernimi piezoelektričnimi lastnostmi visoko gostoto – nad 93 % teoretične gostote.
Zaželena je visoka električna upornost (nad 1010 Ωcm), saj je pomembna za uspešno polarizacijo in pri kasnejši uporabi materiala, pri večjih električnih obremenitvah namreč zmanjšuje pregrevanje in praznenje skozi piezokeramični element.

## Lastnosti
Dielektrične in piezoelektrične lastnosti so odvisne tudi od mikrostrukture materiala, saj ko se zrna zmanjšujejo do velikosti feroelektričnih domen, večina teh konča na meji med zrni. Meje, pore in drugi vključki zadržujejo gibljivost domen. Ko so zrna zelo majhna, postanejo domene skoraj negibljive in s tem izgine možnost orientacije in piezoefekt. Posledica domenske strukture je torej odvisnost dielektrične konstante od velikosti zrn keramike.

## Piezokeramika
Piezokeramiko pripravimo s sintranjem ustreznih spojin ali trdnih raztopin, nato jo polariziramo. Keramika zadrži trajno polarnost, dokler je znova ne segrejemo nad Curiejevo temperaturo.
Znani piezoelektriki so: barijev titanat BaTiO3, svinčev cirkonat titanat Pb(Zr,Ti)O3 (PZT), kalijev natrijev niobat (K,Na)NbO3 in litijev niobat LiNbO3.
Piezokeramiko uporabljamo za spreminjanje mehanske energije v električno in obratno. Na osnovi spreminjanja mehanske energije v električno delujejo mikrofoni in hidrofoni, vžigalniki za plin in vžigalniki eksplozivov. Z električnim poljem visoke frekvence lahko sprožimo nihanje prostornine piezoelektrika, kar s pridom uporabljamo pri piezokeramičnih brenčačih pri telefonskih aparatih in napravah za ultrazvočno čiščenje. Pomembno področje uporabe piezokeramike je ultrazvočna medicinska diagnostika.